# Prostorová navigace
Prostorová navigace, označována také jako RNAV (anglicky "Area Navigation"), je způsob letecké navigace při letu podle přístrojů (IFR), který umožňuje letadlu provést let po jakékoliv požadované letové dráze v dosahu pozemního nebo kosmického navigačního zařízení nebo v rozsahu možnosti vlastního vybavení letadla nebo kombinací obojího. Tedy nikoliv jen v přímých směrech na pozemní navigační prostředky (radiomajáky).
Zpravidla je navigace prováděna kombinací více metod, mezi něž může patřit například dvojice DME/VOR, nebo Global Positioning System. Ke stanovení polohy je obvykle využíván palubní navigační počítač FMS (Flight Management System).
Pozemní i palubní prostředky mohou splňovat požadavky na:
- B-RNAV (Basic) – základní prostorovou navigaci
- P-RNAV (Precision) – pokročilejší, přesnou prostorovou navigaci